# 于再清
于再清（1951年4月26日—），男，黑龙江宾县人，中华人民共和国体育官员，现任国际奥委会名誉委员、中国奥委会副主席。曾任国际奥委会副主席、国家体育总局副局长、亚奥理事会副主席、中华全国体育总会副主席、国际武术联合会主席、中国赛艇协会主席、中国体育舞蹈协会主席等职。
于再清也是何振梁之后，第二位成为国际奥委会副主席的中国人。袁伟民在其所著的书《袁伟民与体坛风云》中还透露了当年何振梁并不支持于再清竞选国际奥委会执委，使其在2003年参加竞选失败，2004年第二次时参选才成功当选。

## 生平
于再清毕业于南开大学，后前往日本就读于大阪外国语学院并获文学学士学位，后国家体育总局又送其去美国进行了长期的英语强化训练，精通日语和英语。
2016年9月，任北京2022年冬奥会和冬残奥会组织委员会副主席。

## “感谢门”事件
2010年3月，于再清在参加全国政协体育界别小组讨论时的部分言论被认为是指责冬奥会冠军周洋的获奖感言，称应先感谢国家再感谢父母。此言论引起大陆舆论热议及网友严厉批评。其实周洋接受采访时记者的问题是“这是你第一次参加冬奥会，就能拿到金牌，觉得这枚金牌对你意味着什么呢？”，周洋回答“这是我的梦想，我觉得拿了金牌以后可能会改变很多，会让自己更有信心，也可以让我爸我妈生活得更好一点。”，记者并未问及“感谢”，而周洋在答此问之前已主动提到了感谢教练和队友。可见于再清在发表言论之前根本不清楚也没有去查证周洋与记者的实际问答内容，而其身为体育官员，是有能力通过事先调查以防止自己错误言论的，其身为共产党员，做到“实事求是”、“调查研究”也是最基本的要求。